# Ḩaqūrūdī
Ḩaqūrūdī (persiska: حقورودی, Ḩaqverdī) är en ort i Iran.   Den ligger i provinsen Khorasan, i den nordöstra delen av landet, 700 km öster om huvudstaden Teheran. Ḩaqūrūdī ligger 629 meter över havet och antalet invånare är 200.
Terrängen runt Ḩaqūrūdī är platt åt nordost, men åt sydväst är den kuperad. Runt Ḩaqūrūdī är det ganska glesbefolkat, med 28 invånare per kvadratkilometer. Närmaste större samhälle är Chāpeshlū, 4,1 km söder om Ḩaqūrūdī. Omgivningarna runt Ḩaqūrūdī är i huvudsak ett öppet busklandskap.